# Marcantonio Franceschini

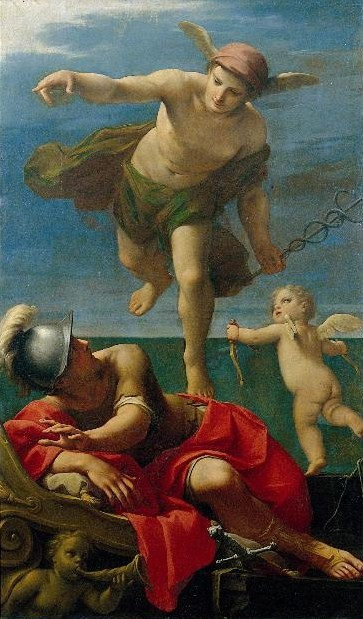
El dios Mercurio despierta a Eneas, Galleria Nazionale delle Marche, Urbino.

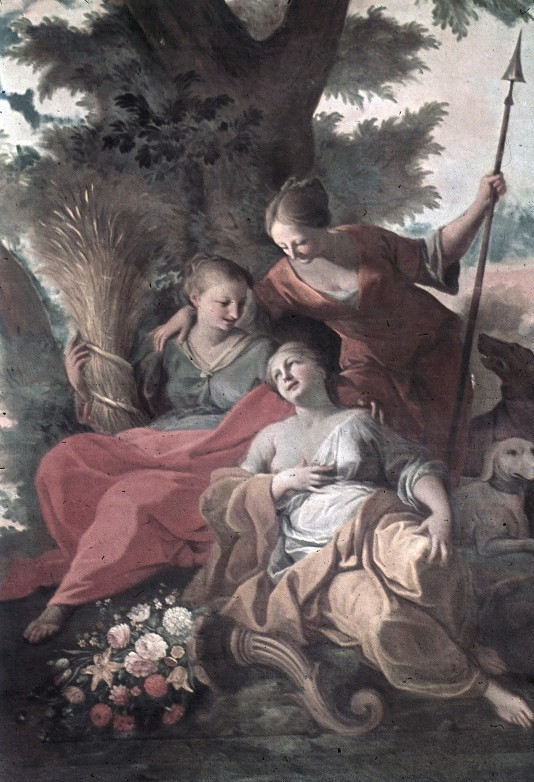
Escena alegórica, Palacio Liechtenstein, Viena.

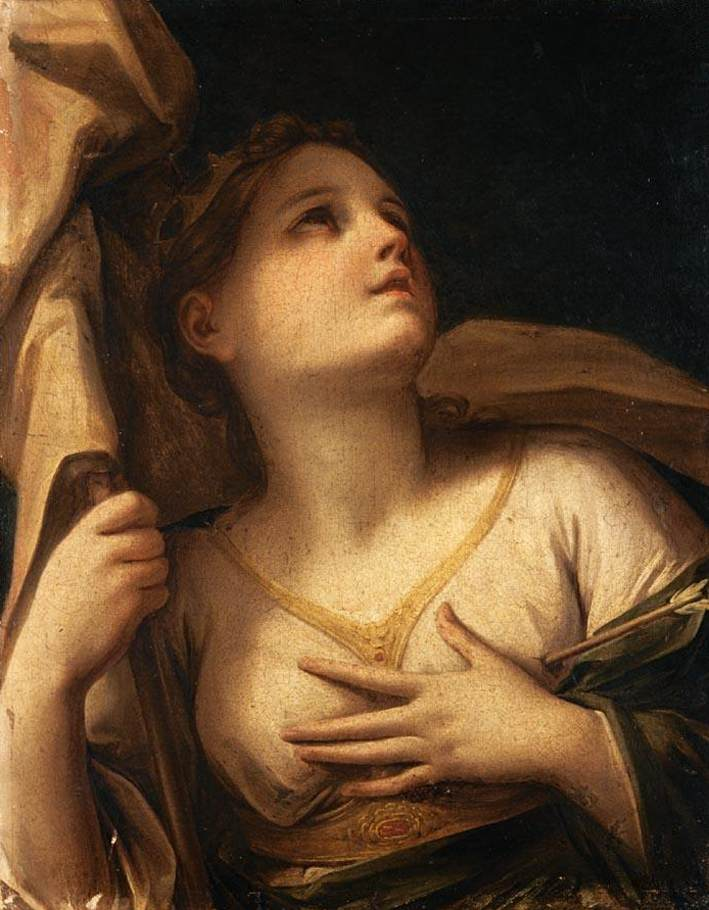
Santa Úrsula

Marcantonio Franceschini (Bolonia, 5 de abril de 1648-Bolonia, 24 de diciembre de 1729), pintor italiano activo durante el barroco tardío. Es una de las últimas grandes figuras de la Escuela Boloñesa, sobre la que ejerció un claro liderazgo en su época. Su estilo se rige por las normas del clasicismo representadas a principios del siglo por Francesco Albani, que en sus manos alcanzó una gran pureza.

## Biografía
Comenzó su aprendizaje en el taller de Carlo Cignani, de quien fue ayudante durante una década. Con él trabajó en las labores de decoración del Palazzo del Giardino en Parma (1678-1681). Ya hacia 1680 Franceschini había desarrollado su propio estilo y comenzó a trabajar como artista independiente, muchas veces en colaboración con su cuñado el pintor de quadratura Luigi Quaini o con maestros más jóvenes como Donato Creti. Junto a ellos emprendió la realización de grandes ciclos decorativos en diversos palacios boloñeses, en los que Franceschini llegó a desarrollar una gran maestría. Durante las siguientes dos décadas trabajó por todo el norte de Italia.
Entre 1692 y 1700 realizó en Viena una serie de 26 lienzos sobre los amoríos de las diosas Diana y Venus para el príncipe Johann Adam de Liechtenstein, para quien también ejerció las funciones de consejero encargado de la adquisición de obras de arte.
Realizó los cartones para la fabricación de los mosaicos de la Capilla del Coro en la Basílica de San Pedro del Vaticano.
Como pintor mundialmente reconocido en su época, fue hecho caballero por el papa Clemente XI. Miembro fundador de la Accademia Clementina de Bolonia, llegó a ser su presidente. Su estilo sigue una vena clasicista e idealista, con elegantes figuras de piel de porcelana. Su arte ha sido definido como Barochetto, o sea la fusión del último barroco con el emergente rococó. A pesar de todo, no hay que buscar su mejor estilo en las grandes obras decorativas, sino en sus pinturas de caballete, que fueron muy solicitadas por las élites europeas en su época. En ellas hace gala de un hermoso y limpio cromatismo de gran belleza y frescura.
En su taller boloñés y en su villa de verano en Belpoggio se formaron una gran cantidad de artistas que trabajaron junto a Franceschini en calidad de aprendices o colaboradores. Entre ellos figuran Tomasso Aldrovandini, Luca Antonio Bistoia, Giacomo Antonio Boni, Francesco Caccianiga, Ferdinando del Cairo, Antonio Cifrondi, Giacinto Garofalini, Ercole Graziani, Girolamo Gatti, Pietro Gilardi, Giuseppe Marchesi (il Sansone), Michelangelo Monticelli, Giuseppe Pedretti, Pietro Francesco Prina, Antonio Rossi, Gentile Zanardi, o su propio hijo Jacopo Franceschini.

## Obras destacadas

### Grandes ciclos decorativos al fresco
- Frescos del Palazzo Ranuzzi (1680, Bolonia)
  - Alegoría de la Fortuna
- Frescos del Palazzo Marescotti Brazzetti (1682, Bolonia)
- Frescos del Corpus Domini (1688-94, Bolonia), destruidos durante la Segunda Guerra Mundial.
- Frescos de la Tribuna de San Bartolomeo (1691-92, Bolonia)
- Frescos del Palacio Liechtenstein, Viena
- Frescos del Palazzo Ducale de Módena (1696)
  - Sala d'Onore
- Frescos del Palazzo Ducale de Génova (1701-1704), realizados junto a Quaini, Aldrovandini y Antonio Meloni; destruidos en 1777.
  - Sala del Maggior Consiglio
- Frescos del Palazzo Pallavicini o del Podestà (1715, Génova)

### Lienzos
- Cupido arquero (c. 1680, Uffizi, Corredor Vasariano, Florencia)
- Última comunión de Santa María Egipciaca (c. 1690, Metropolitan Museum, NY)
- Diana y Acteón (c. 1692-1700, Liechtenstein Museum, Viena)
- Venus unge el cadáver de Adonis (c. 1692-1700, Liechtenstein Museum, Viena)
- Jacob y Raquel junto a la fuente (Sammlungen des Fürsten von Liechtenstein, Vaduz)
- Apolo y Diana dan muerte a la serpiente Pitón (c. 1692-1700, Museo Liechtenstein, Viena)
- Autorretrato (1695, Uffizi, Florencia)
- El dios Mercurio despierta a Eneas (Gallerie Nazionale delle Marche, Urbino)
- San Carlos Borromeo (San Carlo Borromeo, Modena)
- Santa Úrsula (Colección particular)
- El ángel y Agar (Colección particular)
- Magdalena penitente (c. 1700-05, Kunsthistorisches Museum, Viena)
- Las Cuatro Estaciones (1716, Pinacoteca Nacional de Bolonia)
  - Primavera
  - Verano
  - Otoño
  - Invierno
- Encuentro de Jacob y Raquel (1729, Banca Popolare dell'Emilia Romagna, Reggio Emilia)
- Raquel y Lia (1729, Banca Popolare dell'Emilia Romagna, Reggio Emilia)